# Binodoxys angelicae
Binodoxys angelicae är en stekelart som först beskrevs av Alexander Henry Haliday 1833.  I den svenska databasen Dyntaxa används istället namnet Misaphidus angelicae. Enligt Catalogue of Life ingår Binodoxys angelicae i släktet Binodoxys och familjen bracksteklar, men enligt Dyntaxa är tillhörigheten istället släktet Misaphidus och familjen bracksteklar. Arten är reproducerande i Sverige. Utöver nominatformen finns också underarten B. a. sikkimensis.